# 哈得孫 (北卡羅萊納州)
哈得孫（英語：Hudson）是一個位於美國北卡羅萊納州考德威爾縣的城鎮。

## 人口
根據2020年美國人口普查的數據，哈得孫的面積為9.47平方千米，皆為陸地。當地共有人口3780人，而人口密度為每平方千米399人。